# Chaumont (Yonne)
Chaumont je francouzská obec v departementu Yonne v regionu Burgundsko-Franche-Comté. V roce 2012 zde žilo 620 obyvatel.

## Sousední obce
Champigny, Saint-Agnan, Villethierry, Villeblevin, Vinneuf

## Vývoj počtu obyvatel
Počet obyvatel 